# Kačer (Užice)
Kačer (Servisch cyrillisch Качер) is een plaats in de Servische gemeente Užice. De plaats telt 507 inwoners (2002).